# Missionarie di Gesù Sacerdote
Le Missionarie di Gesù Sacerdote (in spagnolo Misioneras de Jesús Sacerdote; sigla M.J.S.) sono un istituto religioso femminile di diritto pontificio.

## Storia
La congregazione trae le sue origini dalla pia unione eretta nel 1935 e fondata da Dolores Echeverría Esparza insieme con Edmundo Iturbide Reygondaud, dei missionari dello Spirito Santo.
Le origini dell'istituto risalgono al nido d'infanzia chiamato "Motolinía" aperto a Città del Messico dalla Echeverría Esparza e trasformatosi fino a diventare, nel 1943, l'Universidad Nacional Autónoma.
L'istituto ricevette il pontificio decreto di lode il 23 marzo 1962.

## Attività e diffusione
Le suore si dedicano all'educazione della gioventù, all'organizzazione di conferenze e ritiri per giovani, all'apostolato missionario e alle opere sociali.
Oltre che in Messico, sono presenti in Brasile; la sede generalizia è a Città del Messico.
Nel 2014 l'istituto contava 88 religiose in 17 case.